# 영링 센터
영링 센터(Yuengling Center)은 미국 플로리다주 탬파에 위치한 실내 경기장이다.